# Xysticus albidus
Xysticus albidus là một loài nhện trong họ Thomisidae.
Loài này thuộc chi Xysticus. Xysticus albidus được miêu tả năm 1909 bởi Grese.